# Dzianis Osipau
Dzianis Alehawicz Osipau (biał.: Дзяніс Алегавіч Осіпаў; ros.: Денис Олегович Осипов, Dienis Olegowicz Osipow; ur. 17 lipca 1983 w Homlu) – białoruski narciarz dowolny, specjalizuje się w skokach akrobatycznych. W 2014 roku wystartował na igrzyskach olimpijskich w Soczi, gdzie zajął dziewiąte miejsce w swojej konkurencji. Był też między innymi piąty podczas mistrzostw świata w Deer Valley w 2011 roku. Najlepsze wyniki w Pucharze Świata osiągnął w sezonie 2012/2013, kiedy to zajął 21. miejsce w klasyfikacji generalnej, a w klasyfikacji skoków akrobatycznych był ósmy. Ponadto w 2003 roku zdobył złoty medal na mistrzostwach świata juniorów w Deer Marble Mountain.

## Osiągnięcia

### Igrzyska olimpijskie
| Miejsce | Dzień     | Rok  | Miejscowość | Konkurencja        | Zwycięzca     |
| ------- | --------- | ---- | ----------- | ------------------ | ------------- |
| 9.      | 17 lutego | 2014 | Soczi       | skoki akrobatyczne | Anton Kusznir |

### Mistrzostwa świata
| Miejsce | Dzień       | Rok  | Miejscowość | Konkurencja        | Zwycięzca        |
| ------- | ----------- | ---- | ----------- | ------------------ | ---------------- |
| 5.      | 4 lutego    | 2011 | Deer Valley | skoki akrobatyczne | Warren Shouldice |
| 16.     | 7 marca     | 2013 | Voss        | skoki akrobatyczne | Qi Guangpu       |
| 11.     | 15 stycznia | 2015 | Kreischberg | skoki akrobatyczne | Qi Guangpu       |

### Puchar Świata

#### Miejsca w klasyfikacji generalnej
- sezon 2001/2002: 117.
- sezon 2003/2004: 136.
- sezon 2004/2005: 92.
- sezon 2005/2006: 121.
- sezon 2006/2007: 35.
- sezon 2008/2009: 38.
- sezon 2009/2010: 47.
- sezon 2010/2011: 58.
- sezon 2011/2012: 33.
- sezon 2012/2013: 21.
- sezon 2013/2014: 111.
- sezon 2014/2015: 26.
- sezon 2015/2016: 155.

#### Miejsca na podium w zawodach
1. Raubiczy – 19 lutego 2011 (skoki akrobatyczne) – 3. miejsce
2. Moskwa – 10 marca 2012 (skoki akrobatyczne) – 2. miejsce
3. Soczi – 17 lutego 2013 (skoki akrobatyczne) – 3. miejsce
4. Raubiczy – 1 marca 2015 (skoki akrobatyczne) – 3. miejsce